# Planet Erde
Planet Erde (Originaltitel: Planet Earth) ist eine elfteilige BBC-Dokumentarfilmreihe, die ein umfassendes Porträt der irdischen Tierwelt darstellt. Fünf Teile wurden 2006 im Ersten gezeigt, weitere Fünf folgten Anfang 2007. Anfang 2008 startete in den deutschen Kinos der begleitende Film Unsere Erde.
Planet Erde wurde mit vier Primetime Emmy Awards ausgezeichnet und für vier BAFTA TV Awards nominiert.

## Inhalt
Die von Alastair Fothergill produzierte Reihe wagt den Versuch, die Natur der Erde mit ihrer Vielfalt und Schönheit einzufangen und ist damit weltweit erfolgreich. Vierzig Kamerateams drehten über fünf Jahre an 200 bemerkenswerten Orten auf der Welt. So werden Piranhas im Amazonas, Gletscher oder die höchsten Wasserfälle der Welt gezeigt. Laut Eigenwerbung werden nie dagewesene Bilder dargeboten. Die Reihe zeichnet sich neben ihrer Breite auch durch spektakuläre Bilder aus, die durch massive Ausgaben, neueste Technik und hohen Einsatz teils spezialisierter Kamerateams erst möglich wurden. So wird beispielsweise der Angriff eines Weißen Hais auf eine Robbe in Extremzeitlupe gezeigt, was Angriffstechnik und Kraft des Räubers erst deutlich macht. Kommentiert wird die Serie im Original von David Attenborough.

## Entstehung und Veröffentlichung
Für die hohen Produktionskosten der High-Definition-Filmarbeiten organisierte die BBC eine internationale Koproduktion mit Discovery Channel, NHK aus Japan, der kanadischen CBC sowie den deutschen Rundfunkanstalten WDR und BR. Die ARD strahlte die ersten fünf Folgen auf 45 Minuten gekürzt aus mit Sprecher Claus Wilcke. Als Teil von Universum ließ der ORF auf die bildgleiche Fassung einen leicht anderen Text (Übersetzungstoleranz) von Franz Robert Wagner anfertigen. Für die weiteren Folgen engagierte die ARD Norbert Langer, der daraufhin auch den Kommentar der bereits gesendeten Folgen noch mal neu einsprach. Das Titellied der ARD-Version ist der Song Hoppipolla von Sigur Rós. Das Hauptthema wurde vom BBC-Orchestra eingespielt.
Die ARD-Fassung von Planet Erde wurde als 3-DVD-Box veröffentlicht. Entsprechend der Fernsehausstrahlung enthalten die Discs je fünf bzw. sechs Folgen mit einer Gesamtlaufzeit von 495 Minuten und zusätzlich 280 Minuten Bonusmaterial. Die Folge Dschungelwelten wurde bei der Erstausstrahlung im Ersten ausgelassen, aber mittlerweile in einigen Dritten Programmen ausgestrahlt.
| #                                       | Titel          | Originaltitel     |
| --------------------------------------- | -------------- | ----------------- |
| 1                                       | Von Pol zu Pol | From Pole to Pole |
| 2                                       | Bergwelten     | Mountains         |
| 3                                       | Wasserwelten   | Fresh Water       |
| 4                                       | Wüstenwelten   | Deserts           |
| 5                                       | Höhlenwelten   | Caves             |
| Interview mit Alastair Fothergill (OmU) |                |                   |

| #  | Titel           | Originaltitel    |
| -- | --------------- | ---------------- |
| 6  | Eiswelten       | Ice Worlds       |
| 7  | Graswelten      | Great Plains     |
| 8  | Meereswelten    | Shallow Seas     |
| 9  | Waldwelten      | Seasonal Forests |
| 10 | Dschungelwelten | Jungles          |
| 11 | Tiefseewelten   | Ocean Deep       |

| 1 | Planet Erde – Die Zukunft (Teil 1–3) |
| 2 | Filmtagebücher des Planet-Erde-Teams |
| 3 | Making of Staffel 1 + 2              |
| 4 | Trailer zum Kinofilm                 |

Am 25. Januar 2008 veröffentlichte polyband die Serie ungeschnitten in High Definition auf Blu-ray Disc und HD DVD. Da die deutsche Fassung um ca. 5 Minuten pro Folge gekürzt wurde, fehlt stellenweise ein deutscher Kommentar. Diese Auflage stellt die Reihenfolge der Originalfassung wieder her und enthält eine Bonus-Disc mit den Dokumentationen Desert Lions und Snow Leopards in Englisch mit deutschen Untertiteln.

## Fortsetzung
Wie bereits bei der Vorgängerserie Unser blauer Planet entstand aus dem Material der Serie – einschließlich unveröffentlichter Sequenzen – zusätzlich ein Kinofilm, der 2007 veröffentlicht wurde. Der Film Unsere Erde lief in Deutschland am 7. Februar 2008 an.
Von November bis Dezember 2016 lief in der BBC die sechsteilige Fortsetzung Planet Earth II. Sprecher ist erneut David Attenborough. Die Musik stammt von Hans Zimmer. Am 5. Dezember 2016 erschien diese Serie auf Blu-ray und DVD. Im Januar und Februar 2017 wurde sie unter dem Titel Eine Erde – viele Welten im Rahmen der Reihe Terra X im ZDF ausgestrahlt.
| # | Premiere      | Dt. Premiere  | Titel      | Originaltitel |
| --- | ------------- | ------------- | ---------- | ------------- |
| 1 | 06. Nov. 2016 | 01. Jan. 2017 | Islands    | Inseln        |
| U. a. mit Galapagosnattern auf der Jagd auf junge Meeresechsen auf Isabela, Zweikampf der Komodowarane auf Komodo, Lemuren auf Madagaskar                                                                                         |               |               |            |               |
| 2 | 13. Nov. 2016 | 15. Jan. 2017 | Mountains  | Berge         |
| U. a. mit Schneeleoparden im Himalaja. |               |               |            |               |
| 3 | 20. Nov. 2016 | 22. Jan. 2017 | Jungles    | Dschungel     |
| U. a. mit einem Jag. auf Kaimanjagd, Paradiesvögeln auf Papua-Neuguinea beim Balztanz. |               |               |            |               |
| 4 | 27. Nov. 2016 | 08. Jan. 2017 | Deserts    | Wüsten        |
| U. a. mit Wüstenlöwen auf Giraffenjagd in der Namib, Heuschreckenschwarm auf Madagaskar, Wüstenlangohr im Kampf mit einem Skorpion in der Negev-Wüste.                                                                            |               |               |            |               |
| 5 | 04. Dez. 2016 | 29. Jan. 2017 | Grasslands | Grasland      |
| U. a mit Löwen bei der Büffeljagd im Okavango, dem Balztanz der Paradieswitwen, Saigas in der Steppe von Kasachstan, Zwergmaus auf der Flucht vor einer Schleiereule in Norfolk, Großen Ameisenbären in der Cerrado in Brasilien. |               |               |            |               |
| 6 | 11. Dez. 2016 | 05. Feb. 2017 | Cities     | Städte        |
| U. a. mit Wanderfalken in New York City, Leoparden und verwilderten Schweinen in Mumbai, Staren in Rom, Waschbären in Toronto, Hanuman-Languren in Jodhpur, „Hyänenmännern von Harar“ in Äthiopien.                               |               |               |            |               |

Am 15. März 2018 startete der zweite Kinofilm Unsere Erde 2 (Originaltitel Earth: One Amazing Day) in Deutschland.